# Aittosaari (ö i Birkaland, Övre Birkaland, lat 62,11, long 23,90)
Aittosaari är en ö i Finland. Den ligger i sjön Vaskivesi och Visuvesi och i kommunen Ruovesi i den ekonomiska regionen  Övre Birkalands ekonomiska region  och landskapet Birkaland, i den sydvästra delen av landet, 220 km norr om huvudstaden Helsingfors. Öns area är 3,1 hektar och dess största längd är 270 meter i sydöst-nordvästlig riktning.